# Nikola Šubić Zrinski

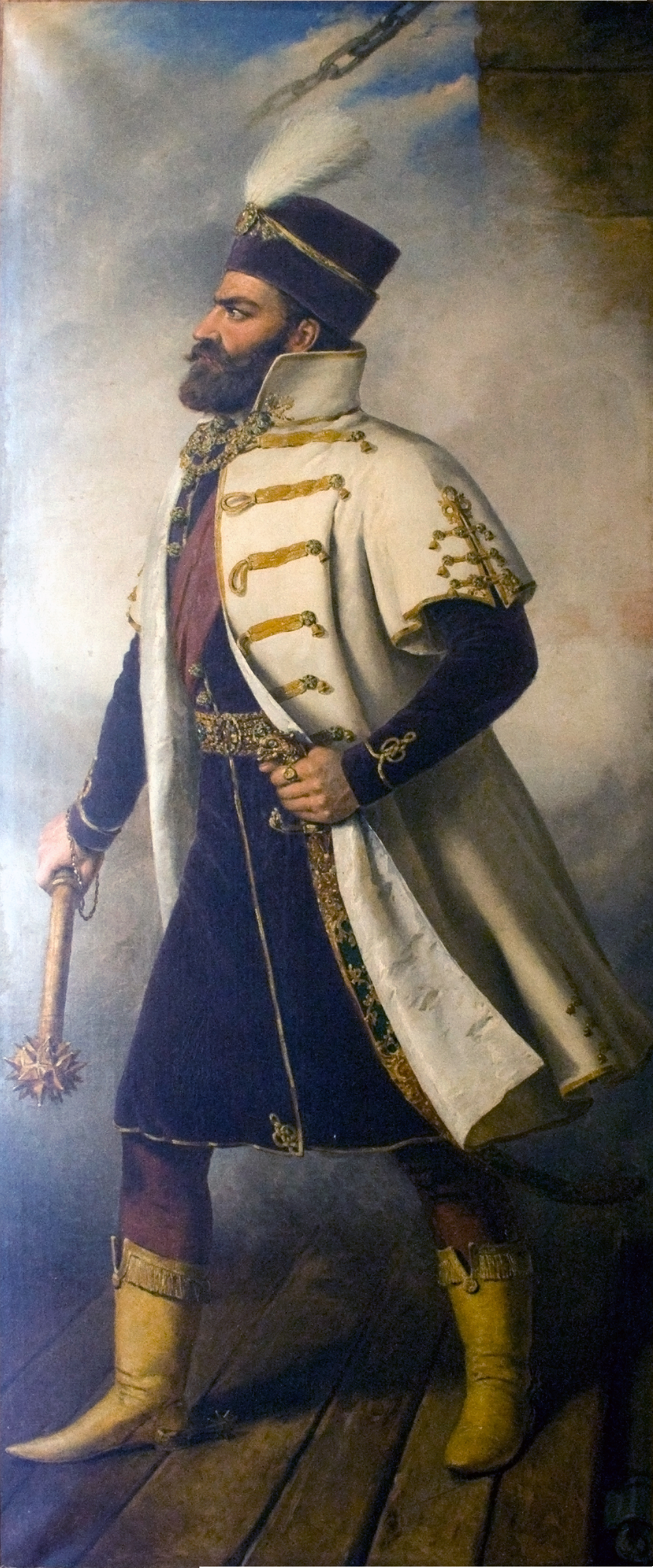
Nikola Šubić Zrinski av Miklós Barabás.

Nikola Šubić Zrinski (ungerska: Miklós Zrínyi), född 1508 i Zrin, död 1566 i Szeged, var en kroatisk adelsman, militär och härförare i Habsburgs tjänst och ban av Kroatien. Han var farfars far till Nikola och Petar Zrinski.
Zrinski var son till Nikola Zrinski och Ilona Karlović (syster till Kroatiens ban Ivan Karlović) och tillhörde de kroatiska adelsfamiljerna Šubić och Zrinski. Han utmärkte sig vid belägringen av Wien 1529 och räddade den kejserliga armén från en förlust utanför Pest 1542 genom att ingripa med 400 kroater. För detta blev han utsedd till ban av Kroatien.
År 1542 besegrade han även de osmanska styrkorna vid slaget vid Somlyo. Han gifte sig 1543 med Katarina Frankopan som gav honom kontrollen över alla sina stora gods. Kejsaren Ferdinand I gav honom även stora landområden i Ungern.
År 1556 vann Zrinski en rad segrar över osmanerna och det hela kulminerade i slaget vid Babócsa. Kroaterna förebrådde dock Zrinski genom att visa sitt missnöje med att ha blivit försummade för att slåss för ungrarna. Kejsaren ifråntog ungefär samtidigt Zrinski kontrollen över en del av norra Kroatien och skickade samtidigt 10 000 soldater för att bistå kroaterna samtidigt som ungrarna utelämnades utan hjälp. Zrinski beslutade därför att ta avsked från banämbetet.

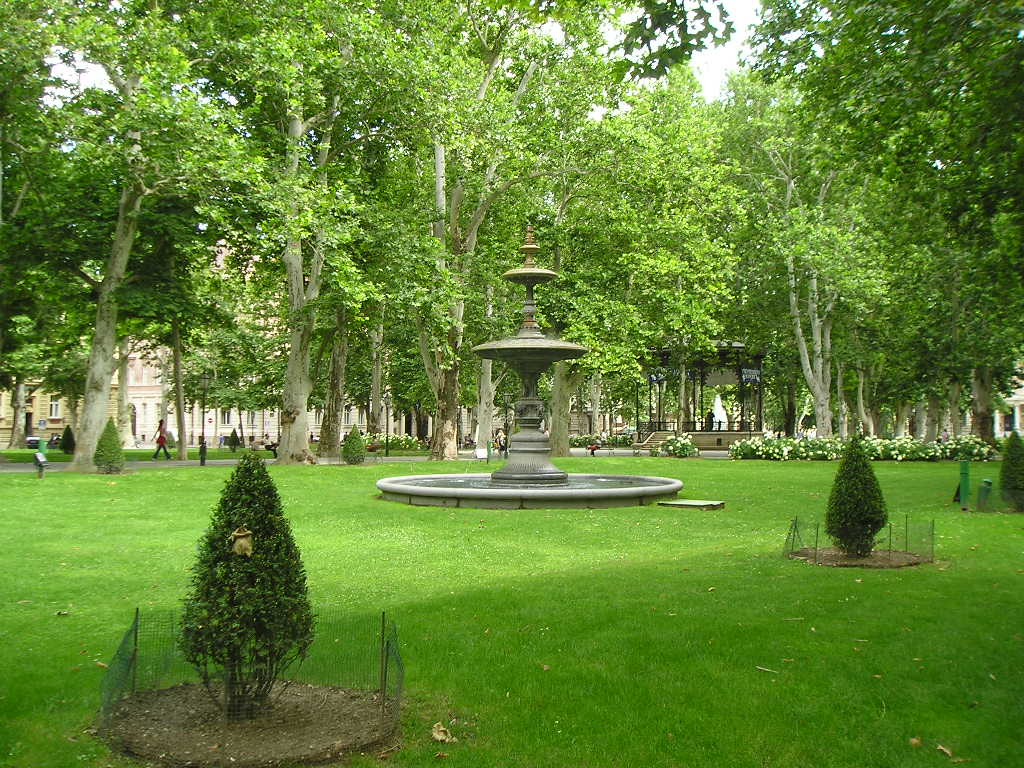
Zrinjevac i centrala Zagreb.

Vid kröningen av kejsar Maximilian II 1563 som kung av Ungern deltog Zrinski som huvudman för 3000 kroatiska och ungerska adelsmän. Zrinski hoppades då förgäves att få titeln palatine som varit vakant efter Thomas Nadasdys död. Kort efter att ha gift sig med sin andra fru, storarvtagerskan Eva Rosenberg, år 1564 begav han sig söderut för att försvara fronten och besegrade osmanerna vid Szeged.
Från 5 augusti till 7 september 1566 försvarade sig Zrinski och hans styrka på endast 2300 soldater sig heroiskt vid det lilla fortet Szigetvár mot den osmanska armén på 90 000 man och ledda av sultan Süleyman I. Slaget vid Szigetvár slutade med att Zrinski och alla soldater i garnisonen gick under i ett sista desperat försök att försvara fortet.
Ett torg som omger en stor park i centrala Zagreb har fått sitt namn efter Nikola Šubić Zrinski och är allmänt känt som Zrinjevac.
Den kroatiske kompositören Ivan Zajc komponerade en opera vid namn Nikola Šubić Zrinski efter Zrinski som hade urpremiär  1876.

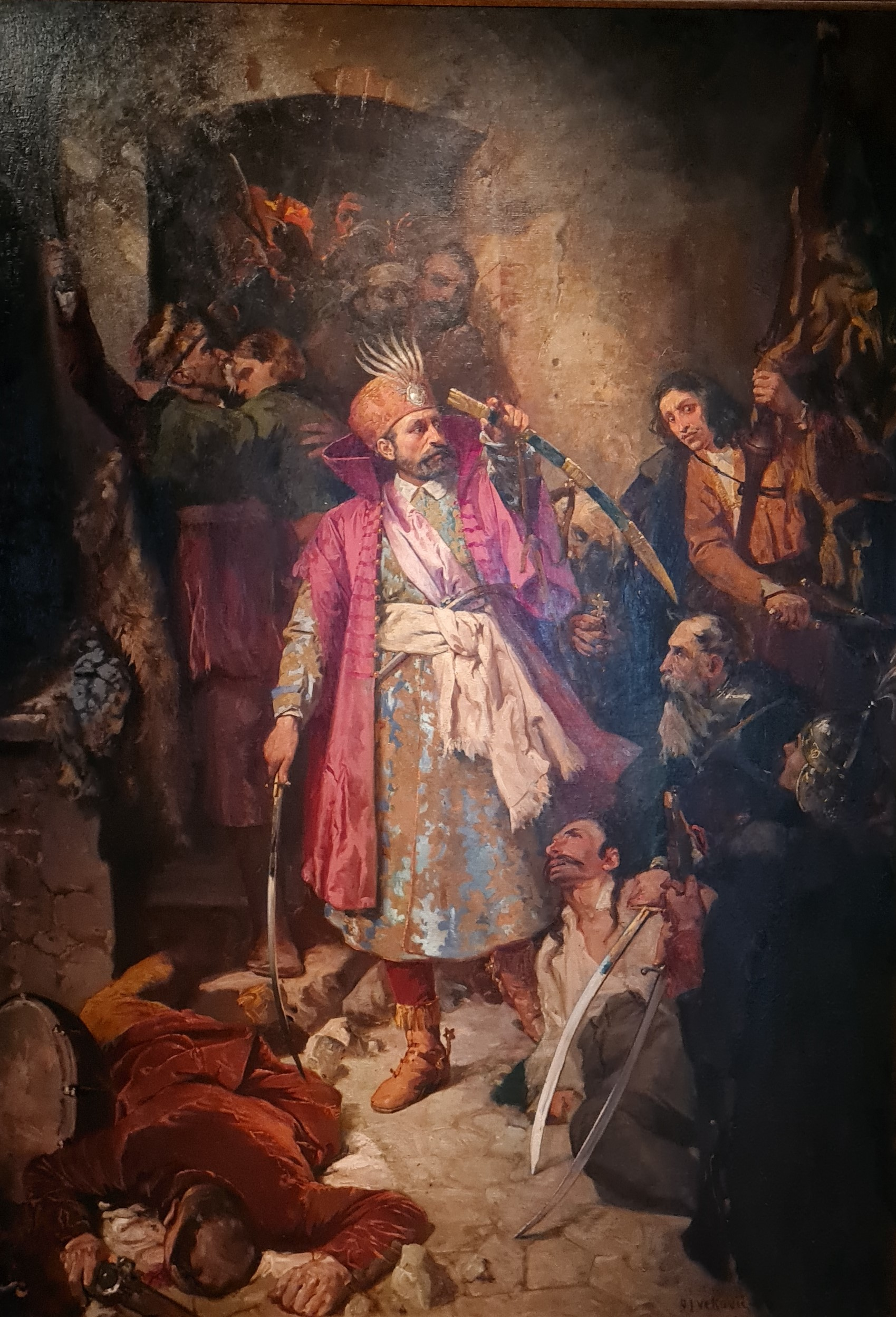
Nikola Šubić Zrinski av Oton Iveković.